# O Último Banho
O Último Banho è un film del 2020 diretto da David Bonneville.
Il film è stato presentato in anteprima mondiale al Tokyo International Film Festival e faceva parte della selezione ufficiale della Mostra de São Paulo.

## Trama
In procinto di diventare suora, Josefina è costretta a tornare nel villaggio dove è cresciuta per il funerale di suo padre. Lì trova Alexandre, suo nipote quindicenne, che è stato abbandonato dalla madre e si ritrova costretta ad adottarlo. Ben presto però tra i due inizia ad instaurarsi un rapporto che intreccia religione, famiglia ed amore.

## Riconoscimenti
- 2020 - São Paulo International Film Festival
  - Nomination Audience Award
- 2020 - Tokyo International Film Festival
  - Nomination Miglior fiction
- 2021 - Bogota International Film Festival
  - Nomination Miglior film
- 2021 - Bragacine
  - Miglior film portoghese
  - Manoel de Oliveira - Directing
  - Manoel de Oliveira - Acting a Margarida Moreira
  - Best Performance ad Anabela Moreira
- 2021 - Crossing Europe Filmfestival
  - Nomination European Panorama Fiction
- 2021 - Cyprus Film Days International Festival
  - Premio Speciale della Giuria
  - Honorary Distinction Award
- 2021 - Festival de Cinema Luso-Brasileiro de Santa Maria da Feira
  - Premio della Giuria al miglior film
  - Premio della Giuria alla miglior attrice ad Anabela Moreira
- 2021 - Festival del Cinema Latino Americano di Trieste
  - Miglior interprete ad Anabela Moreira
  - Nomination Miglior film
- 2021 - Golden Apricot Yerevan International Film Festival
  - Nomination Golden Apricot
- 2021 - Göteborg Film Festival
  - Nomination Premio Ingmar Bergman al miglior film
- 2021 - Istanbul International Film Festival
  - Nomination Audentia Award
- 2021 - KineNova International Film Festival
  - Miglior sceneggiatura
- 2021 - Liverpool International Film Festival
  - Miglior attrice ad Anabela Moreira
  - Nomination Miglior film
- 2021 - Milano International Film Festival Awards
  - Nomination Miglior fotografia
  - Nomination Miglior attore non protagonista a Martim Canavarro
- 2021 - Molodist International Film Festival
  - Nomination Miglior film
- 2021 - Oslo Film Festival
  - Nomination Festival Award for Best Drama Feature
- 2021 - Tirana International Film Festival
  - Nomination Miglior film
- 2021 - Transilvania International Film Festival
  - Nomination Miglior film
- 2022 - CinEuphoria Awards
  - Best Director - National Competition
  - Best Film - Audience Award
  - Best Actor - National Competition a Martim Canavarro
  - Best Actress - National Competition a Anabela Moreira
  - Top Ten of the Year - National Competition a David Bonneville
  - Top Ten of the Year - Audience Award a David Bonneville
- 2022 - Jaipur International Film Festival
  - Nomination Miglior film
- 2022 - Vancouver Independent Film Festival
  - Best International Feature Film
  - Best Male Directing in Feature Film
  - Best Acting Ensemble (con Anabela Moreira, Margarida Moreira, Martim Canavarro, José Manuel Mendes, Ângelo Torres, Miguel Guilherme, Afonso Santos, Filomena Gigante, Rodrigo Santos, Nuno Fernandes, Maria Costa, Ângela Marques, Teresa Chaves, Paulo Calatré, Eva Tecedeiro, Gustavo Alves, Lourenço Mimoso, Ivo Bastos, Daniela Love e Joana Cardoso)
- 2022 - Academia de Cinema Português
  - Premio Sophia di Miglior film
  - Premio Sophia di Miglior sceneggiatura
  - Premio Sophia di Miglior direzione artistica
- 2022 - Globos de Ouro
  - Miglior attrice a Anabela Moreira
- 2022 - Fondazione GDA
  - Premio nuovo talento  a Martim Canavarro